# Jean Bricmont
Jean Bricmont (1952) es un físico teórico  belga y profesor de la Universidad Católica de Lovaina. Sus investigaciones académicas versan principalmente sobre la física estadística. Entre el público no académico es conocido sobre todo por ser coautor de Imposturas intelectuales, escrito en colaboración con el también físico Alan Sokal, una obra que se ocupa de rebatir el relativismo epistémico y de denunciar los abusos que algunos filósofos posmodernos realizan de la ciencia. Bricmont se ha seguido ocupando de defender la racionalidad científica como presidente de AFIS (Asociación Francesa para la Información Científica).
De ideología libertaria, en 2001 se implicó en la defensa de Chomsky frente a aquellos que acusaban al lingüista de apoyo a las tesis negacionistas en el escándalo Faurisson. Bricmont defiende el anarquismo como una forma de ateísmo generalizado: una deriva activa del cuestionamiento de la creencia en dios a poner en duda la legitimidad de las estructuras de poder y sus justificaciones, coerciones e imposiciones.
En 2003 publicó A la sombra de la Ilustración, un brillante y cordial debate intelectual con el filósofo Régis Debray, donde confrontan sus puntos de vista acerca de temas diversos partiendo de la crítica que él y Sokal le habían hecho previamente en Imposturas intelectuales.
Jean Bricmont fue presidente (de 2001 a 2006) de la Asociación Francesa de Información Científica

## Obras
- 1997 — Impostures Intellectuelles (Imposturas intelectuales, Barcelona, Paidós, 1999). Escrito conjuntamente con Alan Sokal.
- 2003 — À l’ombre des Lumières (A la sombra de la Ilustración. Debate entre un filósofo y un científico, Barcelona, Paidós, 2004). Diálogo con Régis Debray.
- 2005 — Impérialisme humanitaire (Imperialismo humanitario. El uso de los Derechos Humanos para vender la guerra, Barcelona, El Viejo Topo, 2008).
- 2009 — Raison contre pouvoir. Le pari de Pascal (Razón contra poder. La apuesta de Pascal, Madrid, Hermida Editores, 2020). Escrito conjuntamente con Noam Chomsky.